# Shāhi
Shāhi är en ort i Indien.   Den ligger i distriktet Bareilly och delstaten Uttar Pradesh, i den norra delen av landet, 200 km öster om huvudstaden New Delhi. Shāhi ligger 180 meter över havet och antalet invånare är 16 064.
Terrängen runt Shāhi är mycket platt. Runt Shāhi är det tätbefolkat, med 819 invånare per kvadratkilometer. Närmaste större samhälle är Milak, 15,9 km väster om Shāhi. Trakten runt Shāhi består till största delen av jordbruksmark.